# Thecophora flavicornis
Thecophora flavicornis är en tvåvingeart som först beskrevs av Krober 1936.  Thecophora flavicornis ingår i släktet Thecophora och familjen stekelflugor.
Artens utbredningsområde är Kongo. Inga underarter finns listade i Catalogue of Life.